# Ochsenfeld (Adelschlag)

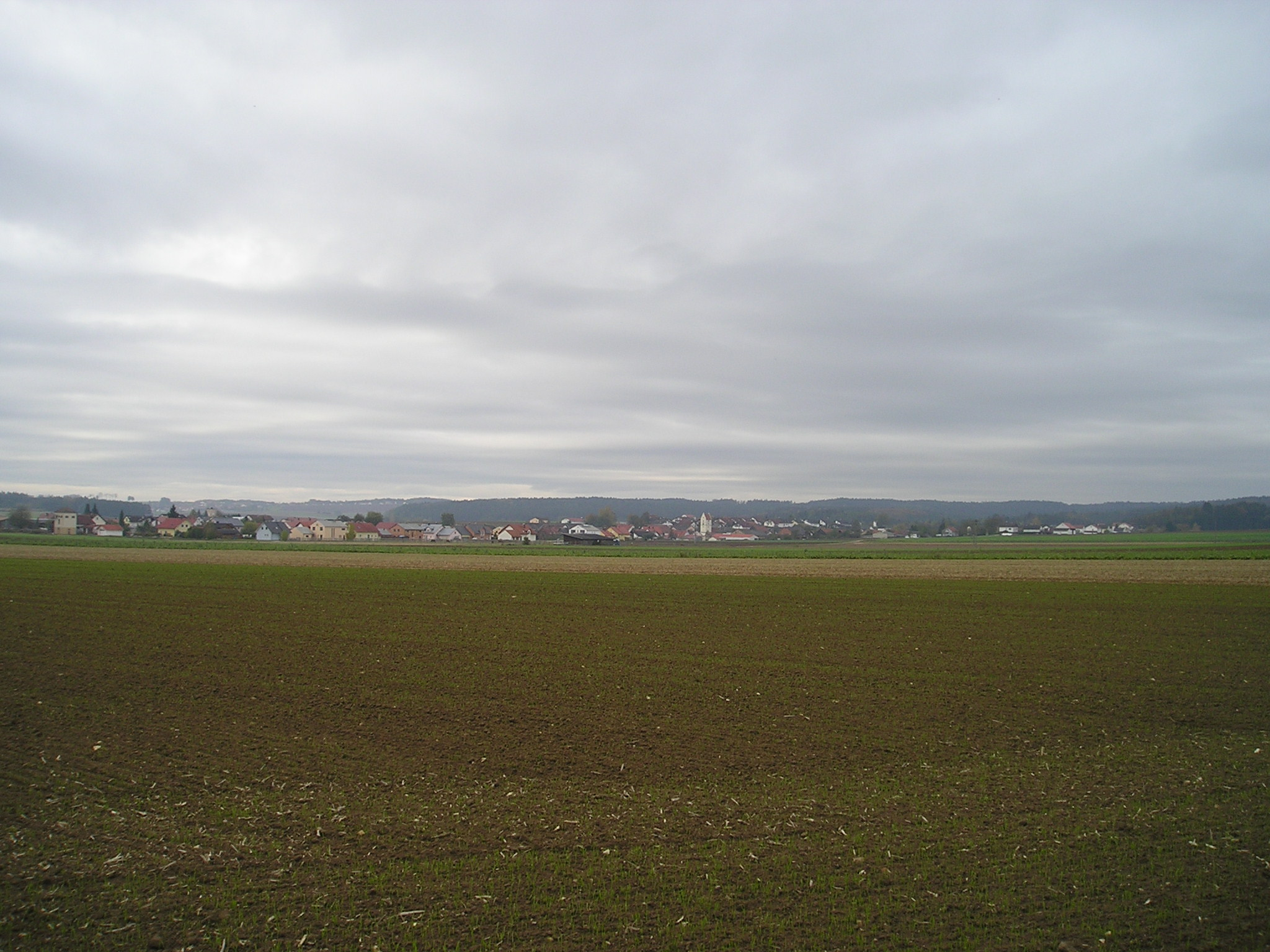
Ochsenfeld

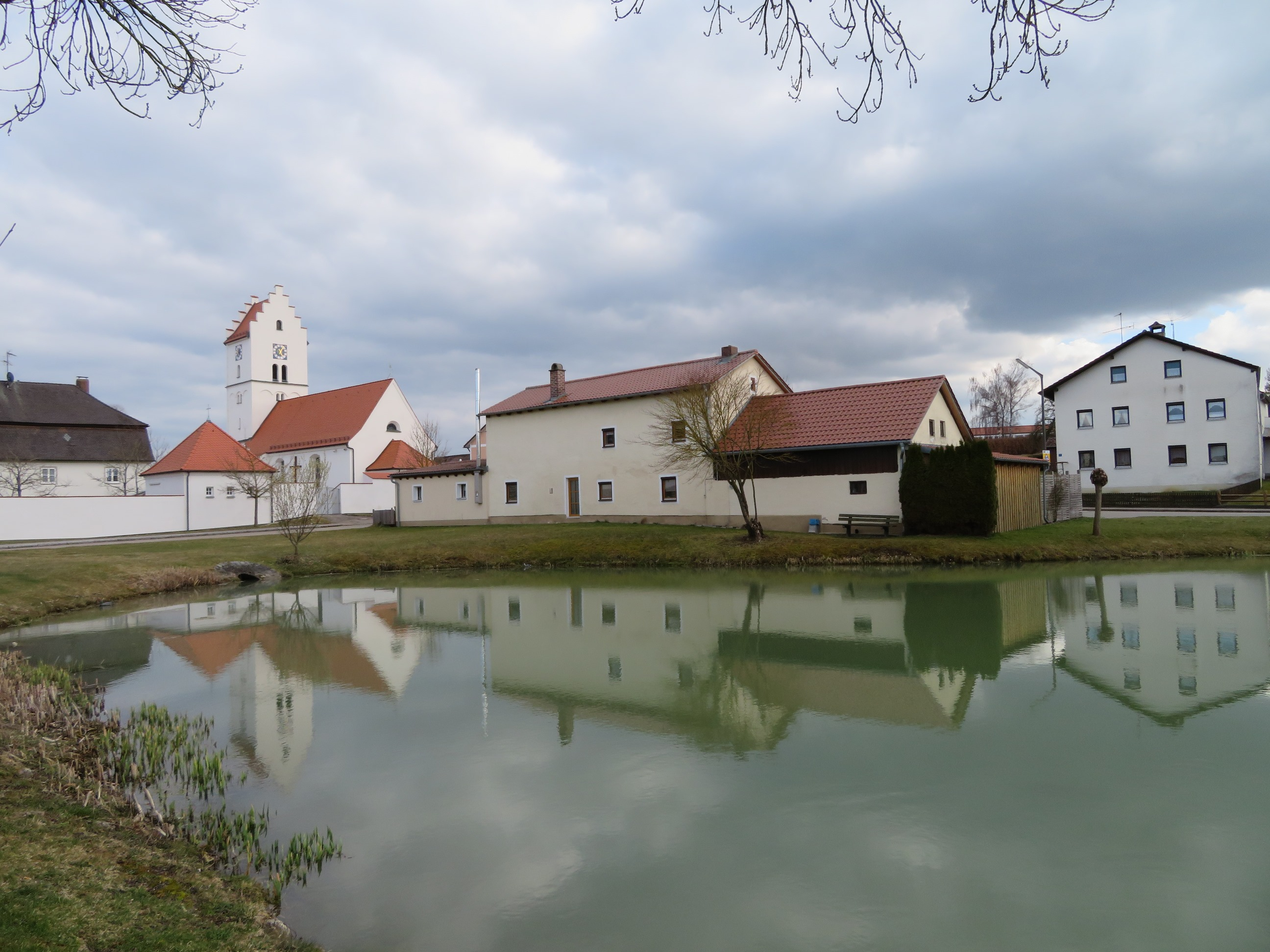
Ochsenfeld, Weiher mit Kirche

Ochsenfeld ist ein Ortsteil der Gemeinde Adelschlag im Landkreis Eichstätt im Regierungsbezirk Oberbayern.

## Lage
Das Pfarrdorf liegt südlich von Eichstätt auf der Hochfläche der Südlichen Frankenalb. Straßenverbindungen gibt es über Moritzbrunn zum Gemeindesitz und damit zur Staatsstraße 2035, über Tempelhof nach Eichstätt-Wasserzell sowie nach Biesenhard (Gemeinde Wellheim).

## Geschichte
Gegen Ende des 3. Jahrhunderts gab es hier für rund einhundert Jahre eine erste dauerhafte Siedlung von Germanen, die am Ort unter anderem Eisen verhüttet haben. Ein seltenes Fundstück aus dieser Epoche ist ein aus dem Mittelfuß eines Pferdes gefertigter, mit Bohrungen für die Bindung versehener Schlittschuh. Aus Ochsenfeld stammt auch eine um 1450 entstandene, noch voll bespielbare, gebogene Gamshornflöte aus rötlichem Ton mit vier Flötenlöchern.
Im Pappenheimer Urbar von 1214 ist Ochsenfeld erstmals urkundlich erwähnt; das Rodungsdorf aus 17 etwa gleich großen Huben mit Pfostenbauten ist um 1200 vom Eichstätter Bischof angelegt worden. Vom Ortsadel findet 1250 eine Stillind von Ochsenfeld als Gattin des Ulrich von Dollnstein Erwähnung; der nicht mehr lokalisierbare Burgstall ist 1525 und zuletzt 1758 erwähnt. 1305 wurde im Gaimersheimer Vertrag, geschlossen zwischen den Herzögen von Bayern und dem Eichstätter Bischof, „Ochsenueld“ dem Bischof zugesprochen. Der Ort unterstand dem Hofkastenamt Eichstätt; Vogtei, Dorf- und Gemeindeherrschaft übte bis zur Säkularisation das hochstiftische Amt der Landvogtei aus. Auch das Eichstätter Kollegiatstift „Unsere liebe Frau“ und die Malteserkommende Neuburg an der Donau waren hier begütert.
Nach der Säkularisation wurde Ochsenfeld 1802 toskanisch, 1806 bayerisch. 1808 kam es zur Bildung des Steuerdistrikts Ochsenfeld im Landgericht (später: Landkreis) Eichstätt, dem noch die Fasanerie, Moritzbrunn, das (später abgegangene) äußere und das innere Parkhaus sowie (die ebenfalls abgegangene) Einsiedelei Wittmes eingegliedert waren. Das 18. und 19. Jahrhundert veränderte das ursprünglich sehr regelmäßig in West-Ost-Richtung um einen Anger angelegte Dorf durch neue Hausstellen.
1959 wurde die Flur bereinigt. 1966 wurde ein Kriegerdenkmal eingeweiht. Am 1. April 1971 wurde Ochsenfeld nach Adelschlag eingemeindet.
Ein 1986 in der Ortsmitte am Dorfweiher, der „Hü“, abgerissenes und archäologisch untersuchtes Bauernhaus von 1455, ein Ständerbau in Fachwerkbauweise, ist im Fränkischen Freilandmuseum Bad Windsheim wiederaufgebaut. 1983 bestand das Dorf mit 593 Einwohnern aus elf landwirtschaftlichen Vollerwerbs- und 23 Nebenerwerbsbetrieben. In einer 2001 geschlossenen Bankfiliale wurde 2003, zwei Jahre nach der Schließung des letzten Dorfladens, wieder ein neuer eröffnet.

### Einwohnerentwicklung

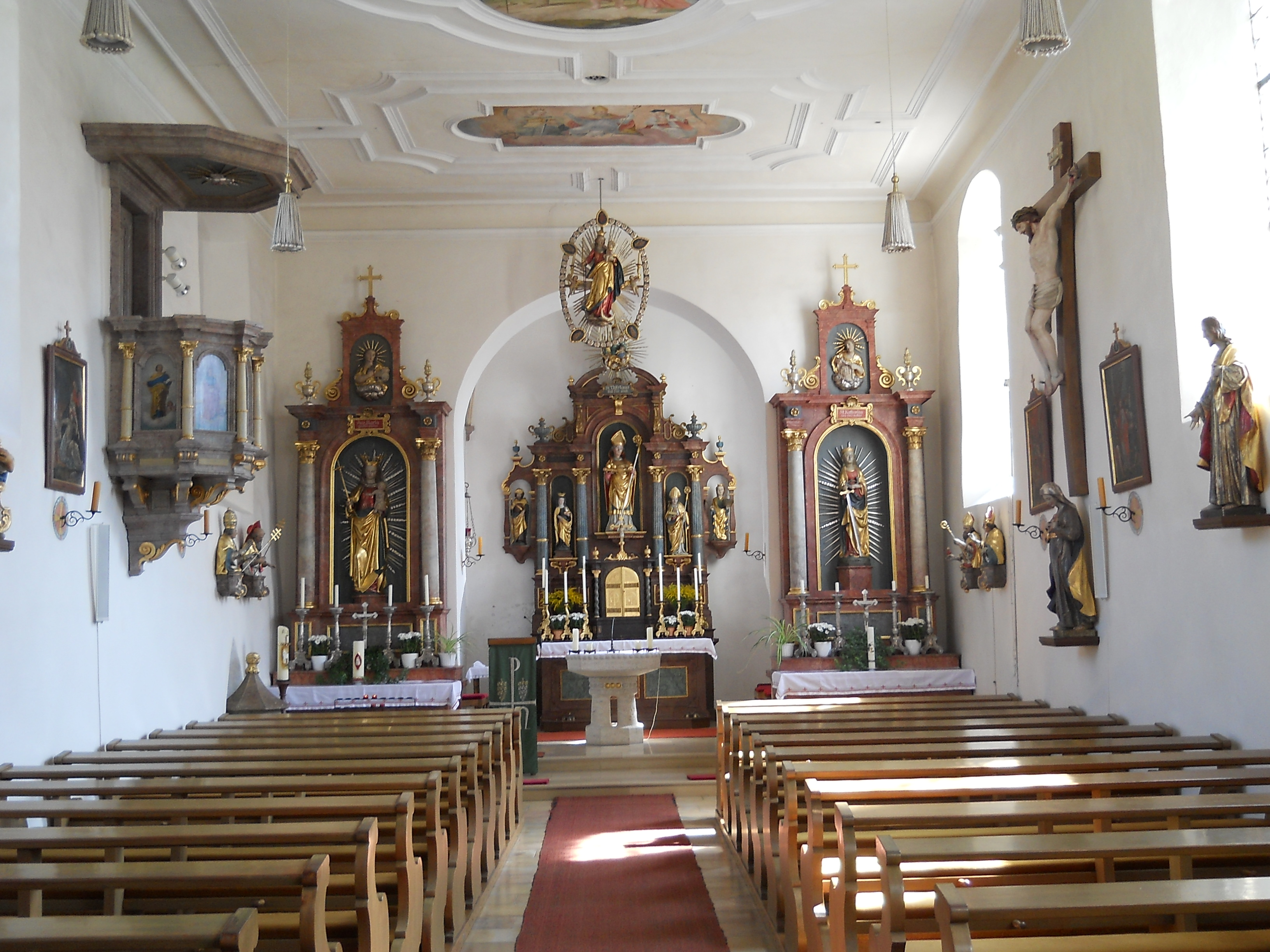
Barockes Inneres der Ochsenfelder Kirche

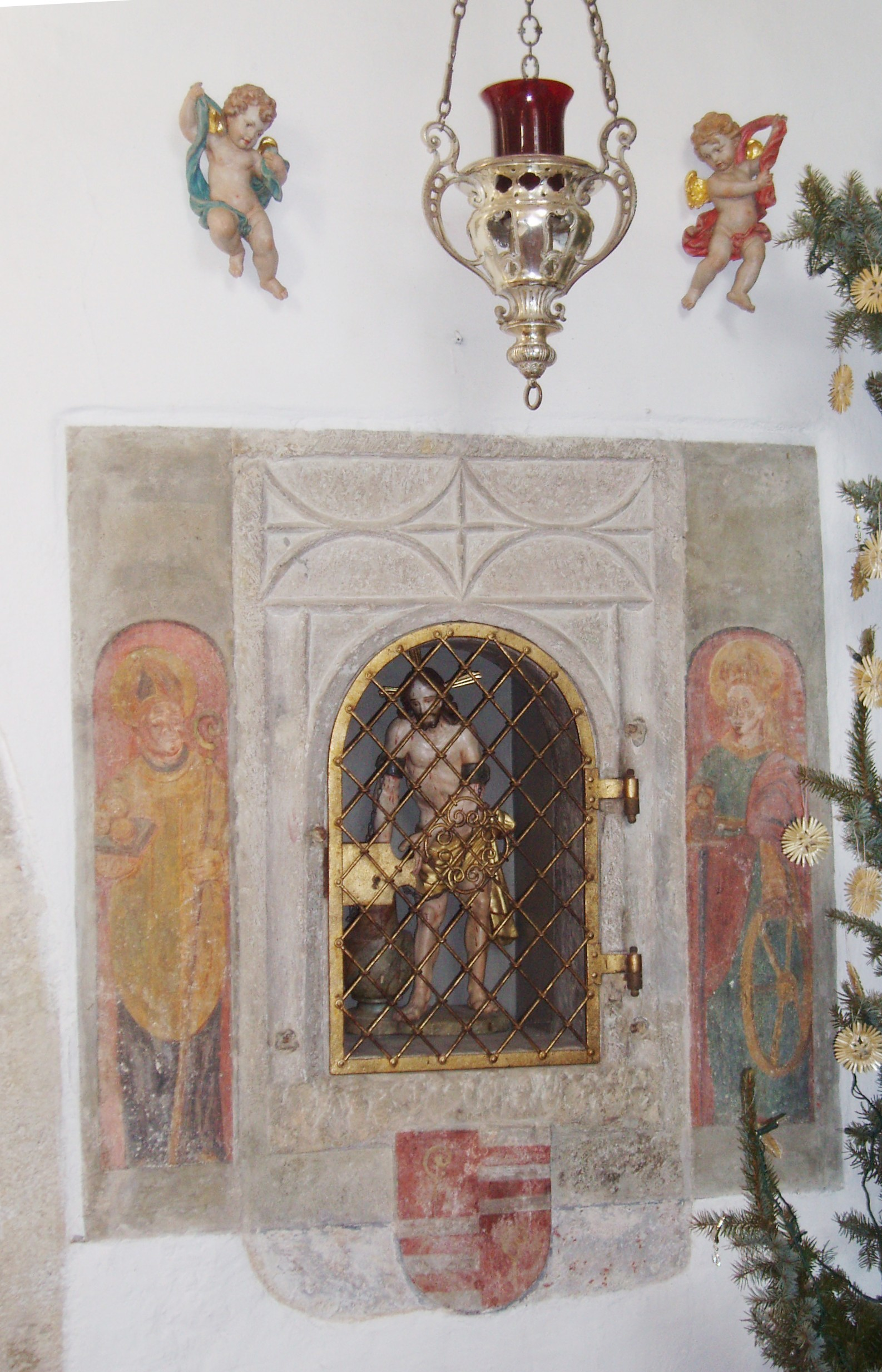
Sakramentsnische in der Ochsenfelder Kirche

| Jahr/Datum | Einwohner   |
| ---------- | ----------- |
| 1741       | 252         |
| 1801       | 37 Familien |
| 1830       | 214         |
| 1885       | 292         |
| 1912       | 307         |
| 1938       | 390         |
| 1950       | 517         |
| 1961       | 522         |
| 1970       | 519         |
| 1973       | 512         |
| 1983       | 593         |
| 2007       | 613         |
| 2011       | 700         |
| 2021       | 731         |

## Baudenkmäler
Siehe auch: Liste der Baudenkmäler in Ochsenfeld

### Katholische Pfarrkirche St. Nikolaus
Die Kirche entstand als typische Chorturmkirche in der Spätgotik 1486 unter dem Eichstätter Bischof Wilhelm von Reichenau, dessen Wappen im Chorraum am Fuß der 1,20 m hohen Sakramentsnische aus Kalkstein zu finden ist. Im Dreißigjährigen Krieg wurde die Kirche beschädigt und ausgeplündert, die Wiederherstellung erfolgte 1651. Im 18. Jahrhundert barockisierte man das Innere und veränderte die Fenster. 1871 wurde das Langhaus nach Westen verlängert. 1883 erhöhte man das Chorgewölbe und baute eine Sakristei an. Der viergeschossige Kirchturm im Osten mit seinem Satteldach zwischen Treppengiebeln ist im Untergeschoss noch spätgotisch und wurde 1913 erhöht. In ihm hängen drei Glocken von 1950 und als kleinste eine 1913 gegossene Sterbeglocke.
Die Sakramentsnische wurde um 1600 mit Wandmalereien umgeben. „Mehrere gute Holzschnitzwerke“ stammen aus der Spätgotik; fünf stehen in Nischen des neugotischen Hauptaltars von 1883: hl. Nikolaus, hl. Willibald, hl. Walburga, eine Bischofsfigur und hl. Jakobus der Ältere. Auf den Seitenaltären von 1728 sieht man rechts eine spätgotische Figur der hl. Katharina, links eine Madonna, beide um 1500. Ein barockes Kunstwerk sind die Rosenkranzmadonna über dem Chorbogen (um 1700, vielleicht vom Eichstätter Bildhauer Christian Handschuher) und vier Büsten von Kirchenvätern (1720–1730) neben den Seitenaltären. Die drei Deckengemälde im alten Teil des Langhauses haben Stuckrahmenwerk und stammen aus der Frühzeit des 18. Jahrhunderts. Die Orgel (681 Pfeifen) stammt von 1996 von der Orgelbaufirma Sandtner in Dillingen. Die Weihnachtskrippe von 1998 besteht aus teilweise älteren Südtiroler Figuren.
1985 wurde die Kirche innen und außen renoviert. Der neben der Kirche stehende zweigeschossige Pfarrhof mit Mansarddach ist ein Bau von 1798, errichtet von Domenico Maria Salle. Im Pfarrgarten wurde 1983 ein Pfarr- und Jugendheim erbaut.
Der pfarrliche Kindergarten St. Nikolaus wird seit 1990 betrieben. An der Straße nach Moritzbrunn steht eine Wegkapelle mit einer Marien-Ikone. Zwischen Ochsenfeld und Tempelhof steht das 1996 restaurierte Flurkreuz „Reichertkreuz“. Zur Pfarrei gehört auch das 3 km entfernte Biesenhard mit der Kirche St. Johannes der Täufer und 271 Katholiken im Jahr 2007.

## Persönlichkeiten
- Bernd Bredendiek, Lyriker, * 1965 in Essen, wohnhaft in Ochsenfeld, siehe[24]